# Джон Долард
Джон Долард (на английски: John Dollard) е американски психолог, известен с Теория за фрустрация-агресия
.

## Биография
Роден е на 29 август 1900 г. в Менаша, САЩ. Баща му е железопътен инженер и умира при инцидент в детството на Джон. Долард следва търговия и англицистика в Уисконсинския университет, където завършва с бакалавърска степен през 1922 г. След това получава докторска степен по социология в Чикагския университет през 1931 г.
Той и Нийл Милър правят експеримент, докато Джон работи във Военния департамент на правителството на САЩ в периода 1942 – 1945 г. Експериментът излиза по-късно под заглавието „Страх и смелост в условия на битка“.
Умира на 8 октомври 1980 г. на 80-годишна възраст.